# Muñoz (Venezuela)
Muñoz is een gemeente in de Venezolaanse staat Apure. De gemeente telt 34.300 inwoners. De hoofdplaats is Bruzual.